# Nejapa de Madero
Nejapa de Madero è un comune del Messico, situato nello stato di Oaxaca.